# Janhvi Kapoor
Janhvi Boney Kapoor (Mumbai, 6 marzo 1997) è un'attrice indiana resa famosa grazie al film Gunjan Saxena: The Kargil Girl del 2020.

## Filmografia

### Cinema
- Dhadak (2018)
- Ghost Stories (2020)
- Angrezi Medium (2020)
- Gunjan Saxena: The Kargil Girl (2020)
- Roohi Afzana (2020)
- Dostana 2 (2020)
- Roohi, regia di Hardik Mehta (2021)
- Rocky aur Rānī kī prem kahānī, regia di Karan Johar (2023) - cameo